# شهرستان بوینیتسا
شهرستان بوینیتسا (به بلغاری: Boynitsa Municipality) یک شهرستان در بلغارستان است که در استان ویدین واقع شده‌است. شهرستان بوینیتسا ۱۶۶ کیلومتر مربع مساحت و ۱٬۷۱۷ نفر جمعیت دارد.